# Liste des châteaux de Glasgow
Cette liste recense les principaux châteaux du council area de Glasgow en Écosse.

## Liste
| Nom                  | Type        | Date         | Condition                 | Propriétaire      | Localisation                               | Notes                            | Image |
| -------------------- | ----------- | ------------ | ------------------------- | ----------------- | ------------------------------------------ | -------------------------------- | ----- |
| Château de l'évêque  |             | XIIe siècle  | Disparu                   |                   | Glasgow, 55° 51′ 46″ N, 4° 14′ 11″ O       | Démoli à la fin du XVIIIe siècle |       |
| Château de Cathcart  |             | XVe siècle   | En ruines                 |                   | Cathcart, 55° 48′ 47″ N, 4° 15′ 23″ O      | Classé en catégorie C.           |       |
| Château de Crookston |             | XVe siècle   | En ruines                 | Historic Scotland | Crookston, 55° 50′ 06″ N, 4° 21′ 21″ O     | Classé en catégorie A.           |       |
| Château de Haggs     | Maison-tour | XVIe siècle  | Remanié au XIXe et habité |                   | Pollokshields, 55° 50′ 11″ N, 4° 17′ 45″ O | Classé en catégorie B.           |       |
| Château de Partick   |             | XVIIe siècle | Disparu                   |                   | Partick, 55° 52′ 06″ N, 4° 18′ 16″ O       |                                  |       |